# Plateau du Columbia (écorégion)

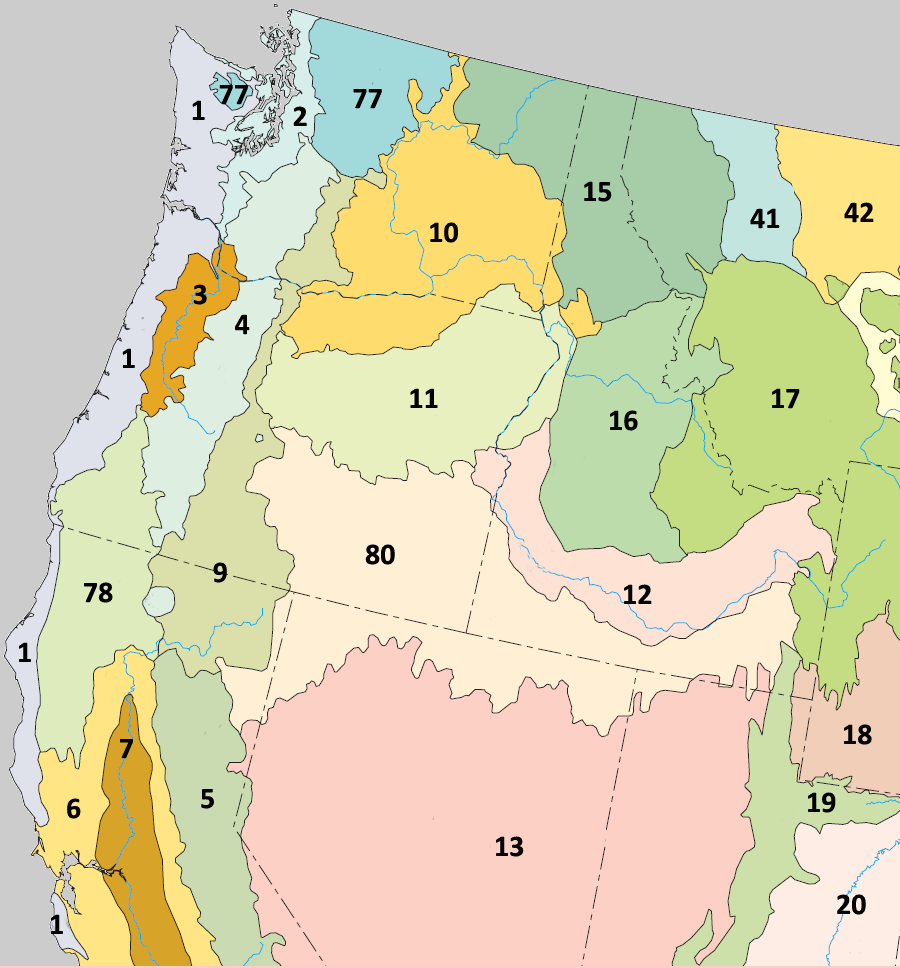
Écorégion de niveau III du Nord-Ouest Pacifique. L'écorégion du Plateau du Columbia (10) est délimitée par les écorégions des Cascades orientales (9), des montagnes Bleues (11), des Northern Rockies (15), du Batholite d'Idaho (16) et des North Cascades (77).

L'écorégion Plateau du Columbia (Columbia Plateau) appartient à la liste des écorégions de niveau III utilisées par l'Agence de protection de l'environnement des États-Unis (EPA) pour décrire les zones naturelles d'Amérique du Nord. Cette écorégion s'étend essentiellement dans les États américains de Washington et de l'Oregon mais aussi légèrement dans l'Idaho.
La zone couvre une grande portion du bassin du fleuve Columbia. L'écorégion tire son nom du plateau du Columbia, un plateau d'origine volcanique formé de la fin du Miocène au début du Pliocène. L'écorégion se compose de zones arides composées de zones herbagées ou arbustives. Elle est bordée par des zones montagneuses plus humides et en majorité boisées. Bien qu'aride, la région connaît une agriculture intensive grâce à l'eau apportée par le fleuve Columbia et ses affluents. Les précipitations apportant cette eau provenant généralement des zones humides des écorégions montagneuses voisines. Cette écorégion a été subdivisée en quatorze écorégions de niveau IV.

## Écorégions de niveau IV

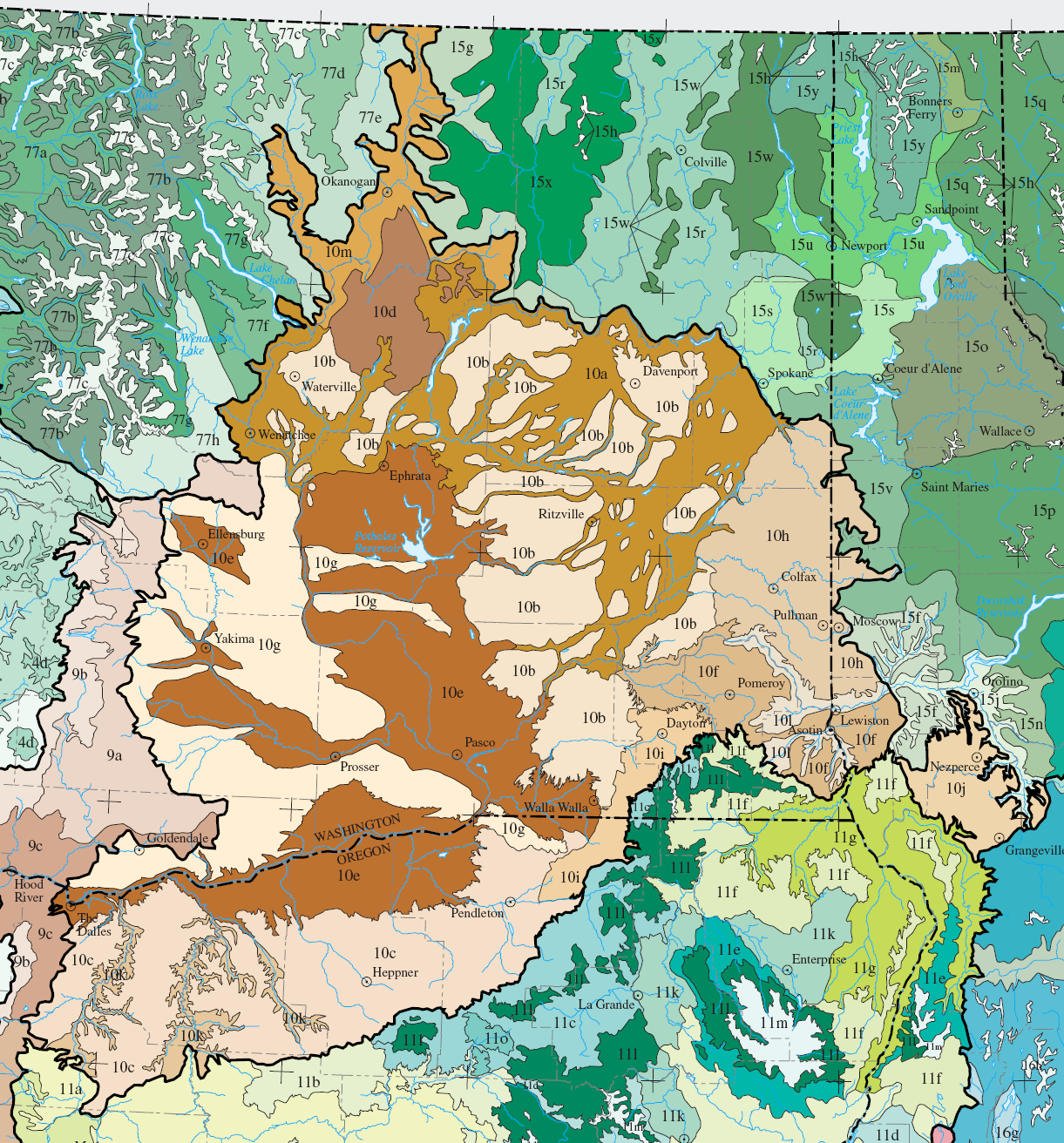
Écorégions de niveau IV du plateau du Columbia.

### Channeled Scablands (10a)
L'écorégion Channeled Scablands, dans l'État de Washington, contient des zones  de coulées et les Channeled Scablands creusés par les immenses inondations de Missoula. La zone accueille la zone de loisirs Lake Roosevelt National Recreation Area et la forêt nationale de Wenatchee.

### Loess Islands (10b)
L'écorégion Loess Islands se compose de large poches de dépôts de lœss autour des Channeled Scablands à l'est de Washington. On y trouve le Turnbull National Wildlife Refuge et la Juniper Dunes Wilderness.

### Umatilla Plateau (10c)
L'écorégion Umatilla Plateau, dont le nom est issu de la tribu Umatilla se caractérise de plateaux sans arbre. Elle se situe à l'est de l'Oregon et englobe notamment la réserve indienne Umatilla. L'altitude varie entre 300 et 1 000 mètres. On y trouve des traces géologiques formées par des glaciers. La zone est largement irriguée pour y pratiquer l'agriculture grâce à un sol disposant d'une fine couche de lœss. Les zones plus pentues, sans accumulation suffisante de lœss, sont des zones sauvages couvertes de zones d'herbes ou d'arbustes. Les précipitations annuelles sont comprises de 230 à 380 mm en augmentant avec l'altitude. La végétation se compose par exemple de l'Agropyre à épi, du Fétuque d'Idaho et de pâturins en association avec des arbustes comme l'Armoise tridentée. Des zones sont colonisées par le Brome des toits, une espèce introduite par l'homme.

### Okanogan Drift Hills (10d)
L'écorégion Okanogan Drift Hills est située à Washington dans les comtés de Douglas et de Okanogan et englobe des zones de la réserve indienne de Colville.

### Pleistocene Lake Basins (10e)
L'écorégion Pleistocene Lake Basins se compose de zones recouvertes par des lacs durant le Pléistocène formés par les inondations des lacs glaciaires Missoula et Columbia. Il s'agit de la plus grande sous-écorégion du plateau du Columbia. Elle s'étend à l'est de l'Oregon et dans l'État de Washington. L'altitude varie entre environ 100 et 400 mètres. Il s'agit de la zone la plus sèche et chaude du plateau du Columbia. Les précipitations s'élèvent seulement de 180 à 250 mm. L'agriculture y est toutefois présente grâce à de gros projets d'irrigation. Les plantes présentes dans les zones naturelles sont Hesperostipa comata, la Stipe à glumes membraneuses, l'Agropyre à épi, des Pâturins et l'Armoise tridentée.
La zone accueille la réserve amérindienne Yakama, l'Umatilla National Wildlife Refuge, le Cold Springs National Wildlife Refuge, le McNary National Wildlife Refuge, le Columbia National Wildlife Refuge, le site nucléaire d'Hanford et l'Hanford Reach National Monument.

### Dissected Loess Uplands (10f)
Les Dissected Loess Uplands se compose de collines arrondies et de restes de plateaux découpés par les canyons des rivières Lower Snake et Clearwate. La zone s'étend l'ouest de l'Idaho et le sud-est de Washington. L'altitude varie entre 500 et 1 100 mètres. À basse altitude, les zones sont couvertes d'herbes dont l'Agropyre à épi, le Fétuque d'Idaho et des pâturins. Des arbustes de montagne (Symphoricarpos et rosiers sauvages) poussent en altitude ou sur les versants Nord des collines où il fait plus humide. Les zones ont été utilisées comme pâturages par les éleveurs de bétail ou comme zone de culture ce qui a porté préjudice à une grande partie des plantes originelles. Néanmoins, vu la pauvreté du sol et la fine couche de lœss, la zone est moins intensivement utilisée pour l'agriculture comparativement aux écorégions voisines. La zone englobe la réserve amérindienne des Nez Percés.

### Yakima Folds (10g)
Les Yakima Folds, qui tirent leur nom de la tribu amérindienne des Yakamas qui vivaient dans la région, se composent de zones non boisées dont le sol est constitué de couches de basalte de plusieurs centaines de mètres. L'altitude est comprise entre 300 et 700 mètres environ. Les versants Sud sont secs et couverts de lœss. Les versants Nord sont abrupts et rocheux. Les précipitations annuelles sont comprises entre 250 et 300 mm. Les armoises et les Agropyres sont dominantes. Les herbes représentées sont également Hesperostipa comata, l'Agropyre à épi, de pâturins et l'Armoise tridentée. La région s'étend en Oregon et dans l'État de Washington entre les Horse Heaven Hills et la Kittitas Valley. La zone englobe une partie de la réserve amérindienne yakama mais aussi de l'Hanford Reach National Monument.

### Palouse Hills (10h)
Les Palouse Hills se composent des contreforts occidentaux du nord des montagnes Rocheuses. Les collines tirent leur nom de la rivière Palouse et de la tribu des Palouses qui vivaient dans la région. L'altitude est comprise entre 750 et 900 mètres environ. Des ruisseaux en provenance des montagnes traversent cette zone. Les sols sont riches en matières organiques ce qui favorise l'agriculture. Néanmoins, l'érosion de la zone est importante et peut nuire à la qualité des sols.
La zone accueille des Fétuques, des Agropyres, des Symphoricarpos, et mais aussi le Pin ponderosa et le Sapin de Douglas. La zone s'étend près de l'Idaho au niveau de la forêt nationale de St. Joe et de la réserve indienne des Cœur d'Alene mais aussi dans les comtés de Whitman et de Spokane dans l'État de Washington.

### Deep Loess Foothills (10i)
Les Deep Loess Foothills se composent des contreforts orientaux des Blue Mountains. La zone est traversée par de nombreux ruisseaux alimentés par les précipitations tombant dans les montagnes voisines. L'altitude varie de 500 à 900 mètres environ. L'humidité suffisamment élevée permet la présence du Fétuque d'Idaho, de pâturins et de l'Agropyre à épi. Les exploitations agricoles sur les riches sols non irrigués récoltent le blé d'hiver, l'orge commune, la luzerne et le pois. La zone s'étend en Oregon et à Washington sur une fine bande allant de Pendleton jusque Dayton. La zone englobe une partie de la réserve indienne Umatilla.

### Nez Perce Prairie (10j)
La Nez Perce Prairie est un plateau recouvert de lœss qui tire son nom des amérindiens Nez-Percés qui vivaient dans la région et qui y ont toujours une réserve actuellement. L'altitude varie généralement entre 600 et 950 mètres avec néanmoins quelques monticules plus élevés. Le fétuque d'Idaho et l'Agropyre à épi sont présents. Sur les versants Nord poussent le Pin ponderosa et le Sapin de Douglas. De nombreuses cultures y sont présentes notamment du blé, l'orge commune et le pois. L'irrigation capte une part importante de l'eau des ruisseaux ce qui a un impact négatif sur la qualité des eaux plus bas dans la vallée. La région s'étend en Idaho et dans la région de la réserve indienne des Nez-Percés.

### Deschutes/John Day Canyons (10k)
L'écorégion Deschutes/John Day Canyons est couverte de canyons formés par les rivières Deschutes et John Day dans l'Oregon. Découpés dans des roches basaltiques, les canyons fragmentent des zones peu peuplées du plateau Umatilla. Les canyons peuvent atteindre 600 mètres de profondeur. Les zones hautes sont plus humides que les régions en bas des canyons. Dans les zones rocheuses, les plantes sont représentées par l'armoise tridentée. Les zones ripariennes se composent d'une fine bande d'aulne blanc avec quelques Philadelphus, Clematis ligusticifolia et Cerisiers de Virginie. Les rivières accueillent le saumon Chinook.

### Lower Snake and Clearwater Canyons (10l)
L'écorégion Lower Snake and Clearwater Canyons se compose de profonds canyons découpés dans le basalte du Plateau de Columbia par les rivières Snake et Clearwater. Les canyons, de par leur altitude plus faible, sont des endroits plus secs que les régions avoisinantes. Les précipitations sont comprises entre 300 et 650 mm. Le  Mouflon canadien est présent dans la région. Les plantes sont représentées par l'Agropyre à épi, le Fétuque d'Idaho et l'armoise tridentée. La zone s'étend dans l'Idaho et dans l'État de Washington le long des rivières Snake et Clearwater et de leurs affluents.

### Okanogan Valley (10m)
La Okanogan Valley est localisée dans les portions basses des rivières Okanogan et Methow ainsi que de leurs affluents au nord-est de Washington. La zone englobe la forêt nationale d'Okanogan.

### Umatilla Dissected Uplands (10n)
L'écorégion Umatilla Dissected Uplands se compose de collines à la jonction des zones sèches couvertes d'herbes du plateau de Columbia avec les régions boisées des Blue Mountains. L'altitude varie de 500 à 1 300 mètres environ.
Les zones d'altitude sont couvertes du Fétuque d'Idaho, de l'Agropyre à épi et de pâturins. Les versants Nord sont couverts de Sapin de Douglas, de Pin ponderosa, de Symphoricarpos et Physocarpus. Les dépôts de lœss sont si fins qu'on n'y cultive que très peu. La région s'étend à l'est de l'Oregon et au nord de la forêt nationale d'Umatilla.